# Manuela M. Veloso

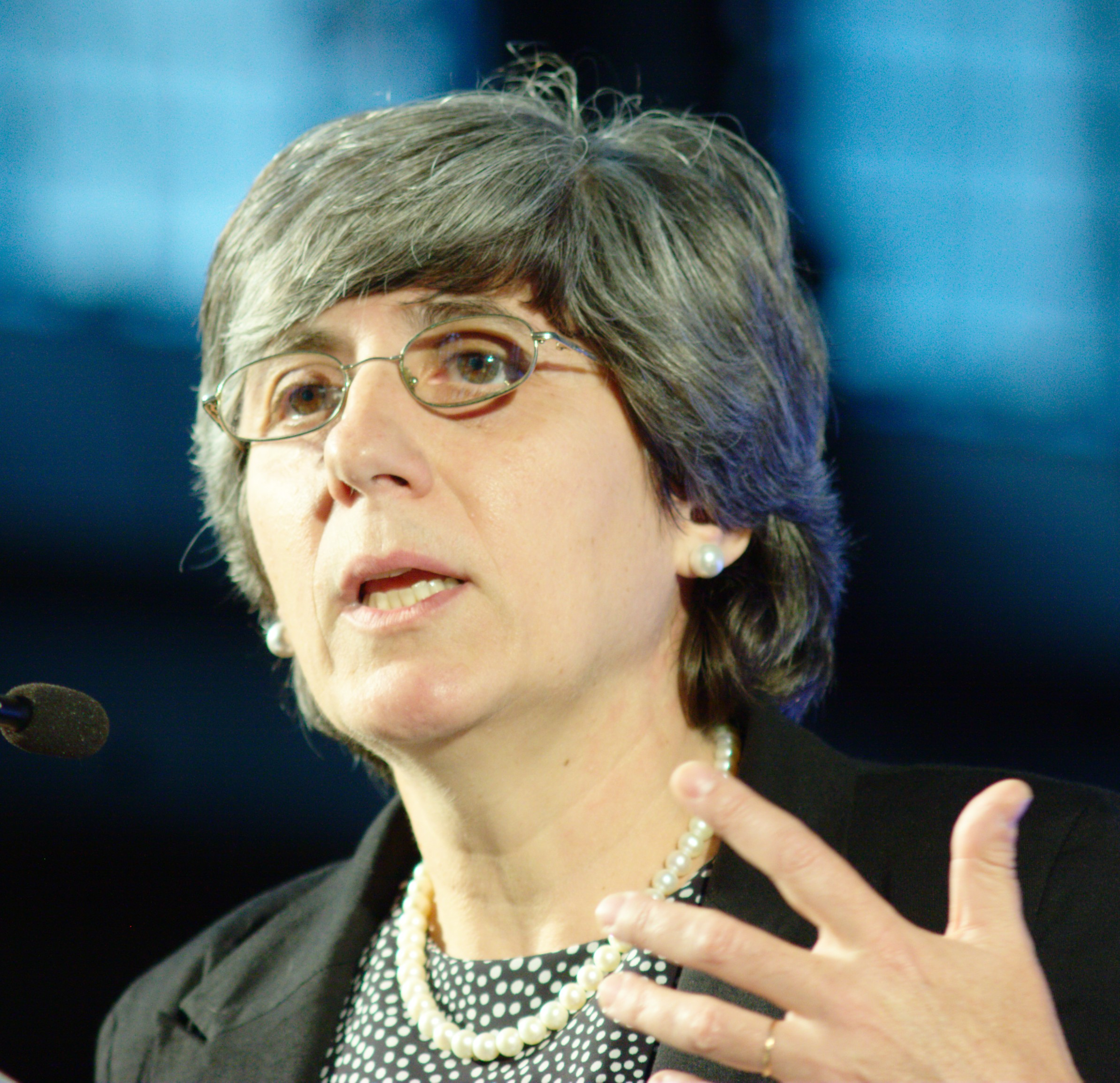
Manuela Maria Veloso (2012).

Manuela Maria Veloso (12 de agosto de 1957) es la exlíder del Departamento de Aprendizaje automático en la universidad de Carnegie Mellon y profesora en la universidad de Herbert Un. Simon así como  en la Escuela de Informática en Carnegie Mellon Universidad. Fue presidenta de la Asociación para el Avance de la Inteligencia Artificial (AAAI) hasta 2014, y cofundadora y expresidenta de Federación RoboCup. Es socia  de AAAI, Instituto de Eléctrico e Ingenieros de Electrónica (IEEE), Asociación Estadounidense para el Avance de la Ciencia (AAAS), y Asociación para la Maquinaria Computacional (ACM). Es una experta internacional  en robótica e inteligencia artificial.
En mayo de 2018  fue contratada por JP Morgan Chase para liderar  y encabezar su investigación en inteligencia artificial.

## Educación
Manuela Veloso recibió su Licenciatura y master en Ciencia en Ingeniería Eléctrica del Instituto Superior Técnico (Lisboa, Portugal) en 1980 y 1984, respectivamente. Después de esto, se incorporó a  Universidad de Boston, y recibió un Maestro de Artes en Informática en 1986.  Se mudó a Carnegie Mellon Universidad y recibió en 1992 su Ph.D. en Informática. Su tesis " Aprendizaje por Razonamiento Analógico en problemas de propósito general " fue supervisado Jaime Carbonell.

## Carrera y búsqueda
Poco después recibir su Ph.D., Manuela Veloso se unió la facultad del Carnegie Mellon Escuela de Informática como un profesor de ayudante. Fue ascendida al rango al rango de asociar profesor en 1997, y profesor en 2002. Veloso era una profesora eventual en el Instituto de Massachusetts de Tecnología durante el año académico 1999-2000, un socio del Radcliffe Instituto para Estudio Adelantado, Universidad de Harvard durante el año académico 2006-2007, y un profesor eventual en Centro para Progreso y Ciencia Urbanos (CÚSPIDE) en Universidad de Nueva York (NYU) durante el año académico 2013-2014. Es la ganadora en 2009 del ACM/SIGART Premio de Búsqueda de Agentes Autónomo. Fue la presentadora de Programa  para IJCAI-07, acontecido en enero 6@–12, 2007, en Hyderabad, India y fue la presentadora de AAAI-05, acontecido en julio 9@–13, 2005, en Pittsburgh. Fue una miembro  del Editorial de CACM y el AAAI Revista. Es la autora  de un libro sobre  la Planificación por Razonamiento Analógico. En 2015, Veloso había graduado a 32 PhD alumnado. Fue nombrada como la líder de Carnegie Mellon   Departamento de Aprendizaje automático en 2016.
Veloso Describe sus objetivos de investigación como la "construcción eficaz de agentes autónomos donde cognición, percepción, y la acción está combinada para dirigir planificación, ejecución, y aprendizaje de tareas". Veloso Y su alumnado han investigado y desarrollado una variedad de robots autónomos, incluyendo equipos de robots de fútbol, y robots de servicio móvil. Sus jugadores de fútbol robóticos, han ganado el RoboCup del mundo en varias ocasiones, y el CoBot robots móviles, han navegado autnomamente durante más de 1000 KM en edificios universitarios. En una entrevista en noviembre de 2016, Veloso habló sobre la responsabilidad ética inherente en sistemas autónomos en desarrollo, y expresó su optimismo sobre que la tecnología sería aplicada para utilizar por el bien del ser humano.

### Honores y premios
- CARRERA de Fundación de Ciencia nacional Premio en 1995.
- Allen Newell Medalla por Excelencia en Búsqueda en 1997.
- 2003 AAAI Socio
- 2006/2007 Radcliffe Socio en el Instituto Radcliffe  para Estudio Adelantado, Universidad de Harvard
- 2010 Instituto de Eléctrico e Ingenieros de Electrónica (IEEE) Socio
- 2010 Asociación americana para el Adelanto de Ciencia (AAAS) Socio
- 2009 ACM/SIGART Premio de investigación de Agentes Autónomos[cita requerida]
- 2012 Einstein Silla Profesor, Academia china de Ciencias[9]
- 2016 ACM Socio, para "contribuciones al campo de inteligencia artificial, en particular en planear, aprendizaje, multi-sistemas de agente, y robótica."[10]